# Hrabstwo Habersham

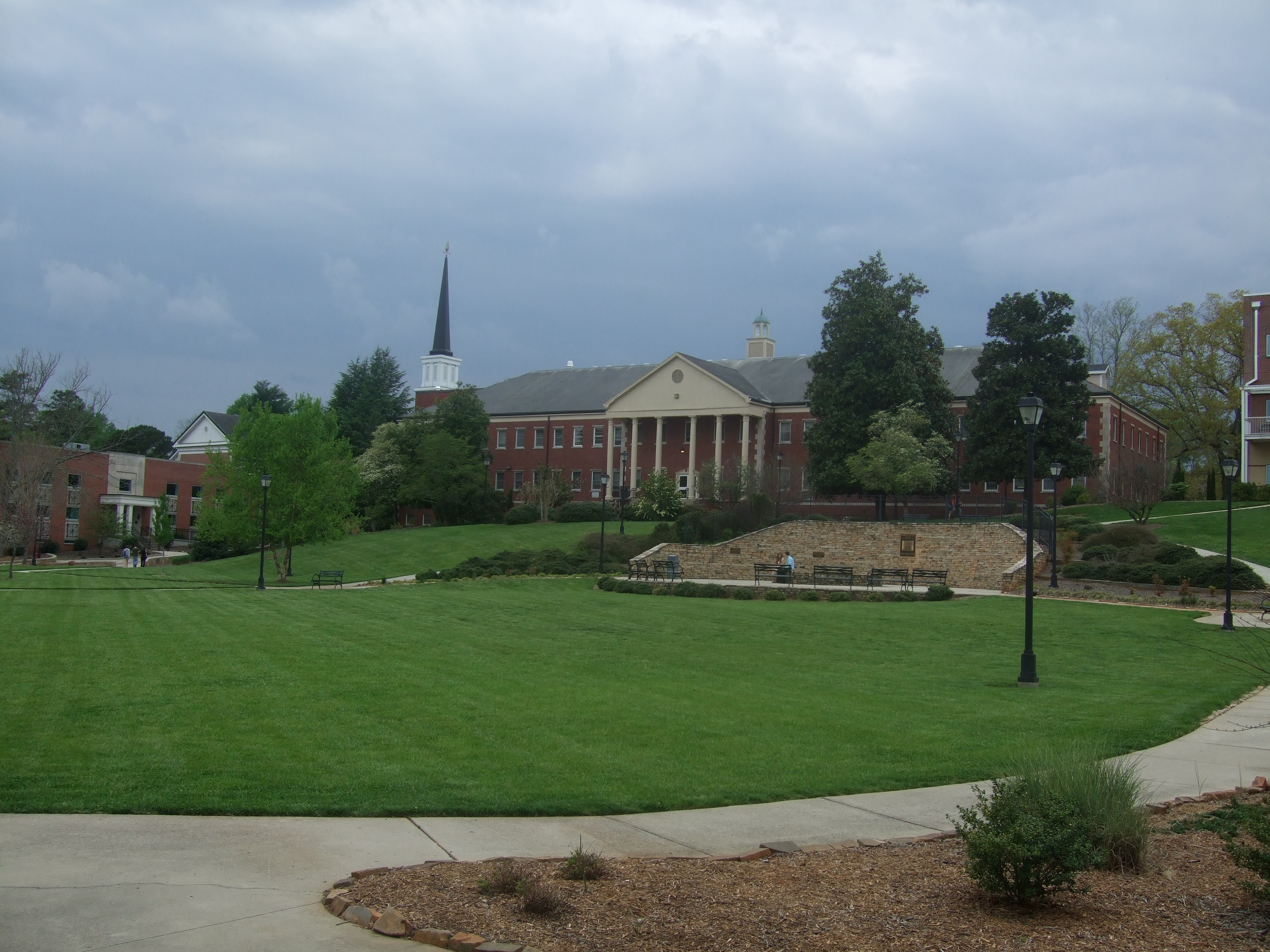
Piedmont College w Demorest

Hrabstwo Habersham – hrabstwo leżące w stanie Georgia, w USA. Siedzibą hrabstwa jest miasteczko Clarkesville, a największym miastem Cornelia.

## Miejscowości
- Alto
- Clarkesville
- Cornelia
- Demorest
- Tallulah Falls
- Mount Airy
- Raoul (CDP)

## Sąsiednie hrabstwa
- Hrabstwo Rabun – północ
- Hrabstwo Oconee, Karolina Południowa – wschód
- Hrabstwo Stephens – wschód
- Hrabstwo Banks – południe
- Hrabstwo Hall – południowy zachód
- Hrabstwo White – zachód
- Hrabstwo Towns – północny zachód

## Demografia
Według spisu w 2020 roku liczy 46 tys. mieszkańców, w tym 75,6% stanowiły białe społeczności nielatynoskie, 16,6% to Latynosi (w zdecydowanej większości Meksykanie), 3,9% to Afroamerykanie lub czarnoskórzy, 2,3% Azjaci, 1,9% było rasy mieszanej, 1,1% to rdzenna ludność Ameryki i 0,9% pochodziło z wysp Pacyfiku. W ciągu 10 lat populacja hrabstwa wzrosła o 6,9%.

## Religia
Według danych z 2010 roku większość mieszkańców jest członkami kościołów protestanckich, głównie: baptystów (35%), zielonoświątkowców (5,7%) i metodystów (5%). Inne religie obejmowały katolików (7%), mormonów (1,5%) i świadków Jehowy (1 zbór).

## Polityka
Hrabstwo jest bardzo silnie republikańskie, gdzie w wyborach prezydenckich w 2020 roku, 81,4% głosów otrzymał Donald Trump i 17,4% przypadło dla Joe Bidena.